# Paolo Zanetti
Paolo Zanetti (Valdagno, 16 dicembre 1982) è un allenatore di calcio ed ex calciatore italiano, di ruolo centrocampista, tecnico del Verona.

## Caratteristiche tecniche

### Giocatore
Era un regista di centrocampo.  

### Allenatore
Agli esordi usava prevalentemente il 4-3-3, salvo poi utilizzare con maggior frequenza il 4-3-1-2. Le sue maggiori peculiarità sono l'attenzione al giro palla, una forte propensione alle ripartenze e al contropiede e la moltitudine di giocatori dotati di grande tecnica.

## Carriera

### Giocatore

#### Club

##### Gli inizi
Compie i suoi primi passi nell'USD Ponte dei Nori, squadra del suo paese, per poi approdare nel settore giovanile del Vicenza.
Esordisce in Serie A, sotto la guida di Edy Reja, il 21 gennaio 2001 in Vicenza-Brescia (1-1), subentrando al 55' al posto di Raffaele Longo. Ottiene un'altra apparizione la settimana successiva contro la Juventus (4-0 per i bianconeri).
L'11 dicembre 2001 firma il suo primo contratto da professionista, legandosi alla società berica fino al 30 giugno 2006 con opzione per la stagione successiva. Segna la sua prima rete tra i professionisti il 31 agosto 2002 in Vicenza-Genoa (1-0).
Il 12 luglio 2003 passa in comproprietà all'Empoli, in Serie A. Esordisce in campionato il 26 ottobre contro il Chievo (sconfitta per 0-1), subentrando al 22' della ripresa al posto di Vincenzo Grella. Conclude la stagione - terminata con la retrocessione in Serie B - con 13 presenze. Il 23 giugno 2004 la comproprietà viene risolta a favore degli azzurri.
Il 5 giugno 2005 la squadra ottiene la promozione in Serie A - con annessa vittoria del campionato - con una giornata in anticipo.

##### Ascoli, Torino e Grosseto
Il 7 luglio 2006 passa all'Ascoli tramite la formula della comproprietà. Esordisce con i marchigiani il 19 agosto in Ascoli-Cervia (6-0), partita valida per il primo turno di Coppa Italia, venendo sostituito al 53' da Viktor Budjanskij. Mette a segno la sua prima rete con i bianconeri il 22 aprile contro il Catania (3-3 il finale). Conclude l'annata - terminata con la retrocessione in Serie B - rendendosi autore di buone prestazioni. Il 20 giugno 2007 viene riscattato dall'Ascoli.
Il 21 giugno 2007 passa in comproprietà al Torino. Esordisce in campionato il 25 agosto contro la Lazio (2-2 il finale), subentrando al 22' della ripresa al posto di Vincenzo Grella. Il 31 gennaio 2008 le due società si accordano per risolvere anticipatamente la compartecipazione a favore del Torino. Termina la stagione con 24 presenze.
Il 19 gennaio 2010 passa in prestito all'Atalanta fino al termine della stagione.
Il 9 agosto 2011 rescinde consensualmente il contratto che lo legava alla società granata, sottoscrivendo un contratto annuale con il Grosseto. Esordisce con i toscani il 14 agosto in Grosseto-Prato (3-2), valida per il secondo turno di Coppa Italia, subentrando al 45' al posto di Mancino.
Il 26 novembre in Grosseto-Juve Stabia (0-3), al momento della sua sostituzione risponde ai tifosi che lo stavano contestando. Il giocatore si scuserà in seguito tramite una lettera.

##### Sorrento
Resosi autore di un girone di andata al di sotto delle aspettative, il 31 gennaio 2012 firma un contratto annuale con il Sorrento, in Lega Pro Prima Divisione.
Esordisce con i campani il 5 febbraio in Sorrento-Avellino (2-0), giocando titolare. Il 15 maggio rinnova il suo contratto fino al 30 giugno 2014. Termina la stagione - conclusa con l'eliminazione contro il Carpi ai play-off per via del miglior piazzamento in classifica degli emiliani - con 12 presenze.
Segna la sua prima rete con i rossoneri il 16 settembre 2012 contro la Carrarese (vittoria per 2-0), sbloccando l'incontro con una punizione a giro all'incrocio dei pali.

##### Reggiana
Il 23 gennaio 2013 viene ingaggiato a titolo definitivo dalla Reggiana, con cui firma un contratto di un anno e mezzo. Esordisce con i granata da titolare alla prima partita utile, il 26 gennaio seguente contro il Cuneo (0-0 il finale), uscendo al 53' al posto di Matteo Arati.
Il 16 aprile alcuni accertamenti evidenziano uno strappo all'aduttore della gamba sinistra, infortunio che lo tiene fermo per un mese. Rientra in campo il 26 maggio nell'incontro di andata dei play-out giocati contro il Cuneo, lasciando il terreno di gioco all'inizio della ripresa (la partita terminerà 1-1).
Il 26 agosto prolunga il suo contratto fino al 2015.

#### Nazionale
Ha esordito in nazionale con l'Under 18 il 9 ottobre 2000 in Italia-Andorra (9-0). In totale conta 22 presenze e 2 reti con le selezioni giovanili.

### Allenatore

#### Gli esordi
Il 18 novembre 2014 si ritira dal calcio giocato, entrando nello staff tecnico della Reggiana nel ruolo di collaboratore tecnico. Il 1º agosto 2016 diventa l'allenatore della squadra Berretti del club emiliano.

#### Südtirol e Ascoli
Il 6 luglio 2017, dopo aver rescisso il suo contratto con la società emiliana, viene scelto come nuovo tecnico del Südtirol. Al primo anno a Bolzano arriva secondo nel girone B di Serie C e ai play-off esce in semifinale per mano del Cosenza; al secondo anno arriva sesto venendo eliminato al secondo turno play-off dal Monza. 
Il 7 giugno 2019 firma un contratto biennale con l'Ascoli, dove aveva giocato nel 2006-2007. Il 27 gennaio 2020 viene sollevato dall'incarico con la squadra al tredicesimo posto a tre punti dalla zona play-off (27 punti in 21 partite).

#### Venezia
Il 14 agosto 2020 si accorda con il Venezia, con un contratto biennale. In campionato si piazza quinto con 59 punti e accede ai play-off. Dopo aver eliminato il Chievo nel turno preliminare e il Lecce in semifinale, il 27 maggio 2021 ottiene la promozione in Serie A con i lagunari avendo la meglio sul Cittadella in finale (0-1 all’andata e 1-1 al ritorno), riportando gli arancioneroverdi in massima serie dopo 19 anni. In massima serie conclude il girone d'andata in zona salvezza, salvo poi vivere un difficoltoso girone di ritorno. Dopo aver ottenuto otto sconfitte consecutive, il 27 aprile 2022 viene sollevato dall'incarico con la squadra all’ultimo posto con 22 punti raccolti in 33 partite.

#### Empoli
Il 6 giugno 2022 viene annunciato come nuovo allenatore dell'Empoli, con cui sigla un accordo biennale. Nella prima stagione alla guida dei toscani raggiunge la salvezza con tre giornate di anticipo pareggiando per 1-1 contro la Sampdoria allo stadio Luigi Ferraris. A fine stagione rinnova il proprio contratto fino al 2025 con opzione per un’ulteriore stagione. Complice un pessimo avvio di stagione con cinque sconfitte in altrettante partite disputate (Coppa Italia compresa), culminato dal 7-0 subito dalla Roma, il 19 settembre 2023 viene esonerato.

#### Verona
Il 13 giugno 2024, dopo aver risolto il contratto con il club toscano, viene annunciato come nuovo allenatore del Verona, con cui sigla un accordo di un anno con opzione sul secondo. Con la vittoria all’ultima giornata contro l’Empoli (1-2) ottiene la salvezza piazzandosi al 14º posto con 37 punti.

## Statistiche

### Presenze e reti nei club
| Stagione        | Squadra         | Campionato      | Campionato | Campionato | Coppe nazionali | Coppe nazionali | Coppe nazionali | Coppe continentali | Coppe continentali | Coppe continentali | Altre coppe | Altre coppe | Altre coppe | Totale | Totale |
| Stagione        | Squadra         | Comp            | Pres       | Reti       | Comp            | Pres            | Reti            | Comp               | Pres               | Reti               | Comp        | Pres        | Reti        | Pres   | Reti   |
| --------------- | --------------- | --------------- | ---------- | ---------- | --------------- | --------------- | --------------- | ------------------ | ------------------ | ------------------ | ----------- | ----------- | ----------- | ------ | ------ |
| 2000-2001       | Vicenza         | A               | 2          | 0          | CI              | 0               | 0               | -                  | -                  | -                  | -           | -           | -           | 2      | 0      |
| 2001-2002       | Vicenza         | B               | 17         | 0          | CI              | 0               | 0               | -                  | -                  | -                  | -           | -           | -           | 17     | 0      |
| 2002-2003       | Vicenza         | B               | 26         | 1          | CI              | 4               | 0               | -                  | -                  | -                  | -           | -           | -           | 30     | 1      |
| Totale Vicenza  | Totale Vicenza  | Totale Vicenza  | 45         | 1          |                 | 4               | 0               |                    | -                  | -                  |             | -           | -           | 49     | 1      |
| 2003-2004       | Empoli          | A               | 13         | 0          | CI              | 0               | 0               | -                  | -                  | -                  | -           | -           | -           | 13     | 0      |
| 2004-2005       | Empoli          | B               | 30         | 2          | CI              | 3               | 0               | -                  | -                  | -                  | -           | -           | -           | 33     | 2      |
| 2005-2006       | Empoli          | A               | 9          | 0          | CI              | 2               | 0               | -                  | -                  | -                  | -           | -           | -           | 11     | 0      |
| Totale Empoli   | Totale Empoli   | Totale Empoli   | 52         | 2          |                 | 5               | 0               |                    | -                  | -                  |             | -           | -           | 57     | 2      |
| 2006-2007       | Ascoli          | A               | 29         | 1          | CI              | 2               | 0               | -                  | -                  | -                  | -           | -           | -           | 31     | 1      |
| 2007-2008       | Torino          | A               | 24         | 0          | CI              | 0               | 0               | -                  | -                  | -                  | -           | -           | -           | 24     | 1      |
| 2008-2009       | Torino          | A               | 19         | 1          | CI              | 3               | 1               | -                  | -                  | -                  | -           | -           | -           | 22     | 2      |
| 2009-gen. 2010  | Torino          | B               | 14         | 0          | CI              | 1               | 0               | -                  | -                  | -                  | -           | -           | -           | 15     | 0      |
| gen.-giu. 2010  | Atalanta        | A               | 2          | 0          | CI              | -               | -               | -                  | -                  | -                  | -           | -           | -           | 2      | 0      |
| 2010-2011       | Torino          | B               | 15         | 0          | CI              | 0               | 0               | -                  | -                  | -                  | -           | -           | -           | 15     | 0      |
| Totale Torino   | Totale Torino   | Totale Torino   | 72         | 1          |                 | 4               | 1               |                    | -                  | -                  |             | -           | -           | 76     | 2      |
| 2011-gen. 2012  | Grosseto        | B               | 14         | 0          | CI              | 2               | 0               | -                  | -                  | -                  | -           | -           | -           | 16     | 0      |
| gen.-giu. 2012  | Sorrento        | 1D              | 10+2       | 0          | CI+CI-LP        | -               | -               | -                  | -                  | -                  | -           | -           | -           | 12     | 0      |
| 2012-gen. 2013  | Sorrento        | 1D              | 13         | 1          | CI+CI-LP        | 1+0             | 0               | -                  | -                  | -                  | -           | -           | -           | 14     | 1      |
| Totale Sorrento | Totale Sorrento | Totale Sorrento | 23+2       | 1          |                 | 1               | 0               |                    | -                  | -                  |             | -           | -           | 26     | 1      |
| gen.-giu. 2013  | Reggiana        | 1D              | 8+1        | 0          | CI+CI-LP        | -               | -               | -                  | -                  | -                  | -           | -           | -           | 9      | 0      |
| 2013-2014       | Reggiana        | 1D              | 24         | 1          | CI-LP           | 3               | 0               | -                  | -                  | -                  | -           | -           | -           | 27     | 1      |
| lug.-nov. 2014  | Reggiana        | LP              | 3          | 0          | CI-LP           | 2               | 0               | -                  | -                  | -                  | -           | -           | -           | 5      | 0      |
| Totale Reggiana | Totale Reggiana | Totale Reggiana | 35+1       | 1          |                 | 5               | 0               |                    | -                  | -                  |             | -           | -           | 41     | 1      |
| Totale carriera | Totale carriera | Totale carriera | 272+3      | 7          |                 | 23              | 1               |                    | -                  | -                  |             | -           | -           | 298    | 9      |

### Statistiche da allenatore
Statistiche aggiornate al 25 maggio 2025. 
| Stagione        | Squadra         | Campionato      | Campionato | Campionato | Campionato | Campionato | Coppe nazionali | Coppe nazionali | Coppe nazionali | Coppe nazionali | Coppe nazionali | Coppe continentali | Coppe continentali | Coppe continentali | Coppe continentali | Coppe continentali | Altre coppe | Altre coppe | Altre coppe | Altre coppe | Altre coppe | Totale | Totale | Totale | Totale | % Vittorie | Piazzamento |
| Stagione        | Squadra         | Comp            | G          | V          | N          | P          | Comp            | G               | V               | N               | P               | Comp               | G                  | V                  | N                  | P                  | Comp        | G           | V           | N           | P           | G      | V      | N      | P      | %          | Piazzamento |
| --------------- | --------------- | --------------- | ---------- | ---------- | ---------- | ---------- | --------------- | --------------- | --------------- | --------------- | --------------- | ------------------ | ------------------ | ------------------ | ------------------ | ------------------ | ----------- | ----------- | ----------- | ----------- | ----------- | ------ | ------ | ------ | ------ | ---------- | ----------- |
| 2017-2018       | Südtirol        | C               | 34+4       | 15+2       | 10+1       | 9+1        | CI-C            | 2               | 1               | 0               | 1               | -                  | -                  | -                  | -                  | -                  | -           | -           | -           | -           | -           | 40     | 18     | 11     | 11     | 45,00      | 2º          |
| 2018-2019       | Südtirol        | C               | 38+2       | 13+1       | 16+1       | 9          | CI+CI-C         | 4+1             | 3+0             | 0+1             | 1+0             | -                  | -                  | -                  | -                  | -                  | -           | -           | -           | -           | -           | 45     | 17     | 18     | 10     | 37,78      | 6º          |
| Totale Südtirol | Totale Südtirol | Totale Südtirol | 78         | 31         | 28         | 19         |                 | 7               | 4               | 1               | 2               |                    | -                  | -                  | -                  | -                  |             | -           | -           | -           | -           | 85     | 35     | 29     | 21     | 41,18      |             |
| 2019-gen. 2020  | Ascoli          | B               | 21         | 8          | 3          | 10         | CI              | 3               | 2               | 0               | 1               | -                  | -                  | -                  | -                  | -                  | -           | -           | -           | -           | -           | 24     | 10     | 3      | 11     | 41,67      | Eson.       |
| 2020-2021       | Venezia         | B               | 38+5       | 15+3       | 14+2       | 9          | CI              | 2               | 1               | 1               | 0               | -                  | -                  | -                  | -                  | -                  | -           | -           | -           | -           | -           | 45     | 19     | 17     | 9      | 42,22      | 5º (prom.)  |
| 2021-apr. 2022  | Venezia         | A               | 33         | 5          | 7          | 21         | CI              | 3               | 1               | 1               | 1               | -                  | -                  | -                  | -                  | -                  | -           | -           | -           | -           | -           | 36     | 6      | 8      | 22     | 16,67      | Eson.       |
| Totale Venezia  | Totale Venezia  | Totale Venezia  | 76         | 23         | 23         | 30         |                 | 5               | 2               | 2               | 1               |                    | -                  | -                  | -                  | -                  |             | -           | -           | -           | -           | 81     | 25     | 25     | 31     | 30,86      |             |
| 2022-2023       | Empoli          | A               | 38         | 10         | 13         | 15         | CI              | 1               | 0               | 0               | 1               | -                  | -                  | -                  | -                  | -                  | -           | -           | -           | -           | -           | 39     | 10     | 13     | 16     | 25,64      | 14º         |
| lug.-set. 2023  | Empoli          | A               | 4          | 0          | 0          | 4          | CI              | 1               | 0               | 0               | 1               | -                  | -                  | -                  | -                  | -                  | -           | -           | -           | -           | -           | 5      | 0      | 0      | 5      | &0,00      | Eson.       |
| Totale Empoli   | Totale Empoli   | Totale Empoli   | 42         | 10         | 13         | 19         |                 | 2               | 0               | 0               | 2               |                    | -                  | -                  | -                  | -                  |             | -           | -           | -           | -           | 44     | 10     | 13     | 21     | 22,73      |             |
| 2024-2025       | Verona          | A               | 38         | 10         | 7          | 21         | CI              | 1               | 0               | 0               | 1               | -                  | -                  | -                  | -                  | -                  | -           | -           | -           | -           | -           | 39     | 10     | 7      | 22     | 25,64      | 14º         |
| 2025-2026       | Verona          | A               | 0          | 0          | 0          | 0          | CI              | 1               | 0               | 1               | 0               | -                  | -                  | -                  | -                  | -                  | -           | -           | -           | -           | -           | 1      | 0      | 1      | 0      | &0,00      | in corso    |
| Totale Verona   | Totale Verona   | Totale Verona   | 38         | 10         | 7          | 21         |                 | 2               | 0               | 1               | 1               |                    | -                  | -                  | -                  | -                  |             | -           | -           | -           | -           | 40     | 10     | 8      | 22     | 25,00      |             |
| Totale carriera | Totale carriera | Totale carriera | 255        | 82         | 74         | 99         |                 | 19              | 8               | 4               | 7               |                    | -                  | -                  | -                  | -                  |             | -           | -           | -           | -           | 274    | 90     | 78     | 106    | 32,85      |             |

## Palmarès

### Giocatore

#### Club
- Campionato italiano di Serie B: 1

Empoli: 2004-2005

#### Nazionale
- Torneo Quattro Nazioni: 1

2001-2002

### Allenatore

#### Individuale
- Panchina d'oro Serie C: 1

2017-2018